# Iltalehti
Iltalehti (letteralmente "giornale serale") è un quotidiano tabloid pubblicato a Helsinki, in Finlandia.
Fondato nel 1980, appartiene al gruppo Alma Media. È il terzo giornale per diffusione, superato solo dai giornali del gruppo Sanoma (Helsingin Sanomat e Ilta-Sanomat), e uno dei più letti su Internet.. È considerato tra le testate di stampa scandalistica.
Il tabloid è stato fondato nel 1980 ed era originariamente un'edizione serale del quotidiano Uusi Suomi. Ma, dopo la scomparsa di quest'ultimo nel 1991, Iltalehti divenne il principale giornale. Ha uno stile più casual rispetto alla stampa nazionale, in concorrenza diretta con Ilta-Sanomat, ed è caratterizzato dalla presentazione di notizie relative a notizie scandalistiche, sport, celebrità e stampa rosa.